# 新潟県立新発田南高等学校豊浦分校
新潟県立新発田南高等学校 豊浦分校（にいがたけんりつしばたみなみこうとうがっこう とようらぶんこうは、新潟県新発田市下飯塚にあった県立高等学校。新潟県立新発田南高等学校の分校であった。

## 概要
昼間定時制高等学校。3年で卒業となる。昼間の授業を行うので、定時制ながら放課後の部活動も盛んである。2018年度から将来構想の関係により、新入生の募集を停止した。

## 沿革
- 1948年6月1日 新潟県立新発田商工高等学校（現新潟県立新発田南高等学校）の中浦分校として創立。普通科・農業科の定時制課程であった。
- 1949年4月1日 農業科を廃止。
- 1956年4月1日 新潟県立水原高等学校本田分校と統合し、新潟県立新発田商工高等学校豊浦分校となる。
- 1983年4月1日 新潟県立新発田南高等学校豊浦分校と改称。
- 2013年4月1日 平成25年度入学生より学年制から単位制に改組。
- 新潟県教育委員会が掲げる県立高校等再編整備計画により、2018年度から新入生の募集を停止した。
- 2021年3月31日　閉校。当時の在校生は3名。
- 2021年10月　新発田市東新町1-7-6 にあった新潟県下越家畜保健衛生所が老朽化の理由により、旧豊浦分校に移転。同年10月4日より移転地での業務を開始した。

## 教育組織
- 定時制課程（昼間）
  - 普通科（1クラス）

## 教育目標
- 個性を伸ばし、豊かな情操を培い、国際的な視野を広めるとともに、進んで学習に取り組む態度と健康で規律正しい生活習慣を身につけ、積極的に社会に貢献する人物を育成する。

## 学校行事
- 4月 入学式
- 5月 野外炊飯会
- 6月 体育祭、野外炊飯会
- 7月 スポーツ大会
- 9月 野外炊飯会
- 10月 映画鑑賞会、避難訓練、修学旅行
- 11月 分校祭
- 12月 スポーツ大会

## 部活動
- 陸上部(人数不足で活動休止)
- バドミントン部
- 野球部(人数不足で活動休止）
- バスケットボール部(人数不足で活動休止)
- 柔道部(人数不足で活動休止)
- 剣道部(人数不足で活動休止)
- 美術部(人数不足で活動休止)
- 茶道部
- 商業クラブ

## 交通
- JR羽越本線 中浦駅より徒歩5分